# Дјано Кастело
Дјано Кастело (итал. Diano Castello) је насеље у Италији у округу Империја, региону Лигурија.
Према процени из 2011. у насељу је живело 1554 становника. Насеље се налази на надморској висини од 125 м.

## Становништво
| 1936. | 1951. | 1961. | 1971. | 1981. | 1991. | 2001. | 2011. |
| ----- | ----- | ----- | ----- | ----- | ----- | ----- | ----- |
| 973   | 920   | 1.097 | 1.201 | 1.204 | 1.506 | 1.885 | 2.257 |